# Pampa pampa
El colibrí pampa (Pampa pampa) es una especie —o la subespecie Pampa curvipennis pampa, dependiendo de la clasificación considerada— de ave apodiforme de la familia Trochilidae, perteneciente al género Pampa. Es nativa del sur de México y norte de América Central.

## Distribución y hábitat
Se distribuye por la península de Yucatán, en el sur de México, hacia el sur hasta el norte de Guatemala y Belice; y aisladamente en el este de Honduras.
Su hábitat preferido son los bosques tropicales caducifolios más secos de tierras bajas, entre 60 a 250 m de altitud.

## Descripción
Las partes superiores son de color verde, con la corona de azul a azul violeta que se funde con el verde en la nuca. Tiene una mancha blanca detrás de los ojos y las mejilla gris oscuro. Las partes inferiores son de color gris pálido a blanquecino, a menudo ligeramente más oscuro en los laterales. El pico es largo y varía de recto a ligeramente curvado, y la mandíbula inferior es de color rosado en la base. Los machos adultos son ligeramente más grandes que las hembras, pero aparte de eso, ambos sexos son similares. Los juveniles son similares a los adultos pero de color más opaco.

## Sistemática

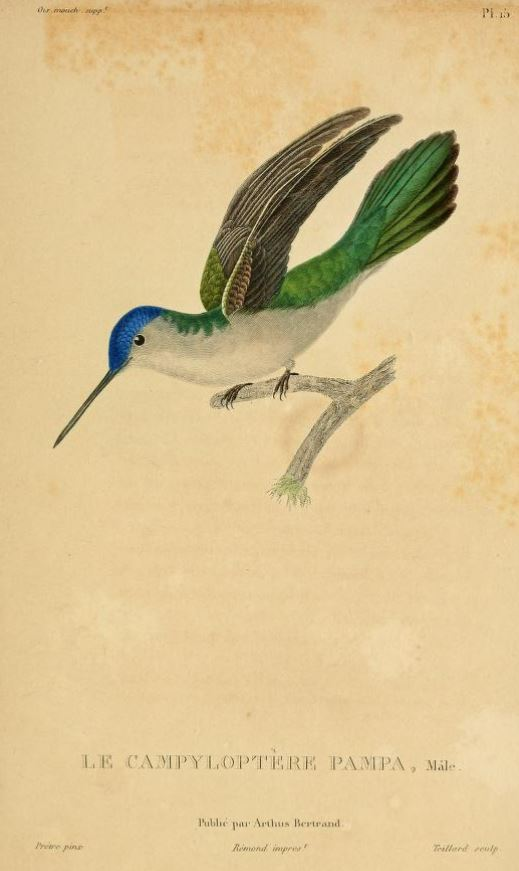
Ornismya pampa, ilustración de Prêtre en Lesson Histoire naturelle des colibris, 1832.

### Descripción original
La especie P. pampa fue descrita por primera vez por el ornitólogo francés René Primevère Lesson en 1832 bajo el nombre científico Ornismya pampa; la localidad tipo dada fue: «interior de La Plata (Argentina)», error; probablemente «Guatemala».

### Etimología
El nombre genérico Pampa proviene del nombre específico Ornismya pampa, que por su vez deriva del nombre francés «Campyloptère Pampa» designando a la especie por Lesson, 1832, en la creencia errónea de que provenía del interior de las «pampas» de Argentina.

### Taxonomía
El presente taxón y Pampa curvipennis excellens son tratados como subespecies de Pampa curvipennis por la clasificación Clements Checklist/eBird. Sin embargo, los análisis genéticos proporcionados por González et al. (2011) mostraron claramente que las tres subespecies aisladas geográficamente son linajes genéticamente independientes. La presente es genéticamente la más distinta de los tres taxones y divergió de curvipennis y excellens hace 1,47 millones de años. Es también vocalmente divergente. La clasificación del Congreso Ornitológico Internacional (IOC) trata a pampa como especie separada.
Las especies actualmente en el género Pampa se han incluido hasta recientemente en el género Campylopterus. Sin embargo, basándose en la filogenia molecular presentada por McGuire et al. (2014), se descubrió que el género Campylopterus era parafilético, y que las entonces especies Campylopterus curvipennis y C. rufus no pertenecían al mismo; para resolver esta parafilia se requirió la resurrección del género Pampa.
Es monotípica. La forma descrita Pampa curvipennis yucatanensis Simon, 1921, se considera un sinónimo de la presente.